# Lijst van HTML-events
Dit is een Lijst van HTML-events. Voor een uitleg van het begrip, zie HTML-event.

## Toegestane events in HTML 4.01
De volgende lijst geeft een overzicht van de mogelijke event-attributen per groep elementen. Let erop dat sommige browsers hiervan afwijken.

### (Bijna) alle elementen
- onclick
- ondblclick
- onmousedown
- onmouseup
- onmouseover
- onmousemove
- onmouseout
- onkeypress
- onkeydown
- onkeyup

### Body, frame, frameset
- onload
- onunload

### A, area, label, input, select, textarea, button
- onfocus
- onblur

### Form
- onsubmit
- onreset

### Input, select, textarea
- onselect
- onchange

## Overige events
Naast deze events zijn er nog vele andere events, velen hiervan zijn experimenteel of worden enkel ondersteund in een beperkt aantal browsers. Een groot deel van deze events, zoals de drag-events behoren tot het nieuwere HTML5 toe.

### Complete lijst events (Uit Google Chrome)
- onabort
- onbeforecopy
- onbeforecut
- onbeforepaste
- onbeforeunload
- onblur
- onchange
- onclick
- oncontextmenu
- oncopy
- oncut
- ondblclick
- ondrag
- ondragend
- ondragenter
- ondragleave
- ondragover
- ondragstart
- ondrop
- onerror
- onfocus
- onhashchange
- oninput
- oninvalid
- onkeydown
- onkeypress
- onkeyup
- onload
- onmessage
- onmousedown
- onmousemove
- onmouseout
- onmouseover
- onmouseup
- onmousewheel
- onoffline
- ononline
- onpaste
- onpopstate
- onreset
- onresize
- onscroll
- onsearch
- onselect
- onselectstart
- onstorage
- onsubmit
- ontouchcancel
- ontouchend
- ontouchmove
- ontouchstart
- onunload

### Complete lijst (Internet Explorer)
- onabort
- onactivate
- onafterprint
- onafterupdate
- onbeforeactivate
- onbeforecopy
- onbeforecut
- onbeforedeactivate
- onbeforeeditfocus
- onbeforepaste
- onbeforeprint
- onbeforeunload
- onbeforeupdate
- onblur
- onbounce
- oncellchange
- onchange
- onclick
- oncontextmenu
- oncontrolselect
- oncopy
- oncut
- ondataavailable
- ondatasetchanged
- ondatasetcomplete
- ondblclick
- ondeactivate
- ondrag
- ondragend
- ondragenter
- ondragleave
- ondragover
- ondragstart
- ondrop
- onerror (IMG, OBJECT, STYLE...)
- onerror (XDomainRequest)
- onerrorupdate
- onfilterchange
- onfinish
- onfocus
- onfocusin
- onfocusout
- onhashchange
- onhelp
- onkeydown
- onkeypress
- onkeyup
- onlayoutcomplete
- onload (BODY, FRAME, IMG...)
- onload (XDomainRequest)
- onlosecapture
- onmessage
- onmousedown
- onmouseenter
- onmouseleave
- onmousemove
- onmouseout
- onmouseover
- onmouseup
- onmousewheel
- onmove
- onmoveend
- onmovestart
- onoffline
- ononline
- onpage
- onpaste
- onprogress
- onpropertychange
- onreadystatechange (A, ABBR, ACRONYM...)
- onreadystatechange (XMLHttpRequest)
- onreset
- onresize
- onresizeend
- onresizestart
- onrowenter
- onrowexit
- onrowsdelete
- onrowsinserted
- onscroll
- onselect
- onselectionchange
- onselectstart
- onstart
- onstop
- onstorage
- onstoragecommit
- onsubmit
- ontimeout
- onunload